# Sophie de Feltz
La baronne Sophie-Louise-Zoé de Feltz (Bruxelles, 28 novembre 1780 – Château de Wissekerke, Bazel, Flandre-Orientale, 1853 ) était une femme issue de la noblesse autrichienne du Luxembourg. Elle a épousé le 5 avril 1802 le vicomte Philippe Vilain XIIII. Celui-ci obtint concession du titre de comte de l'Empire le 27 décembre 1811.

## Biographie
Elle était la plus jeune fille du baron luxembourgeois Guillaume de Feltz (1744-1820), qui fut membre de la Première Chambre des États généraux du royaume uni des Pays-Bas et président de l'Académie royale des Sciences et des Belles-Lettres de Bruxelles. Elle était la plus jeune de quatre enfants, dont deux étaient morts en bas âge.
La comtesse Vilain XIIII est surtout connue pour son portrait peint par Jacques-Louis David en 1816. David, peintre de la cour de Napoléon, vivait en exil à Bruxelles, quand il a peint cette œuvre. La comtesse et sa fille Marie-Louise ont posé dans un style typiquement Empire. L'œuvre est considérée comme un des chefs-d'œuvre de David. Elle est exposée à la National Gallery de Londres.
La comtesse fut dame d'honneur de Marie-Louise d'Autriche, impératrice de France. À ce titre, c'est elle qui tint Napoléon II, roi de Rome, sur les fonts baptismaux. Après l'indépendance belge, elle devint dame d'honneur de Louise-Marie d'Orléans, reine des Belges. En 1853, elle mourut à Bazel, au château familial.

## Mariage
De son mariage, naquirent huit enfants :
- Charles-Ghislain Vilain XIIII 1803-1878
- Rosalie 1807-1809
- Alix 1808-1809
- Alfred 1810-1886, père de Stanislas Vilain XIIII
- Marie-Louise 1811-1883
- Amédée 1815-1857
- Emma Elisabeth 1816-1864, mariée avec Prosper de Kerchove de Denterghem
- Rosalie-Pauline 1824-1894